# Mogenstrup Kro
 Der er for få eller ingen kildehenvisninger i denne artikel, hvilket er et problem. Du kan hjælpe ved at angive troværdige kilder til de påstande, som fremføres i artiklen.

Mogenstrup Kro var en kro der lå i byen Mogenstrup sydøst fra Næstved I Sydsjælland.
Den ældste del af kroen var bygget færdigt og åbnede i 1829, den nyeste del var fra 1947 og kroen lukkede for gæster i 2007.
Store dele af krobygningen blev revet ned og renoveret mellem 2022-2023, til nye lejeboliger.
Morten Heiberg blev uddannet kok på Mogenstrup Kro.

## Historie

### Filmoptagelse
Store dele af komediefilmen Hurra for de blå husarer fra 1970 blev filmet i og omkring Mogenstrup Kro.

### Mogenstrup Revyen
Mogenstrup Kro blev i 1980'erne meget populær for dens sommerrevy. 
Henrik Koefoed optrådte to gange revyen i henholdsvis 1985 og 1987.
Revyen blev for sidste gang afholdt efter et par års pause i 2000

## Ejere af Mogenstrup Kro
Nedenstående er en liste over ejere af Mogenstrup Kro og dernæst krobygningerne:
- 1829-1848 Christiane Kaas, Grevensvænge
- 1848-1852 Engberg, Grevensvænge
- 1852-1873 Herman Jensen Juul Bang
- 1873-1922 Gerner Wolff-Sneedorff, Grevensvænge
- 1922-1927 William Petersen
- 1927-1933 O.P. Petersen
- 1933-1939 Carl Chr. Nielsen
- 1939-1943 Gunner Nielsen
- 1943-1944 Otto Dusinus Winther
- 1944-1946 Otto Alfred Larsen
- 1946-1954 Harry Jensen
- 1954-1978 Svend P. Larsen
- 1978-1987 Hotel Mogenstrup Kro A/S
- 1987-1995 Executive Hotels A/S
- 1995-2010 Mogenstrup Konference og Golf Hotel ApS
- 2010-2023 Host Hoteleiendom A/S
- 2023-nu Præstø Landevej 25 ApS[4]